# Stenocereus eruca
Stenocereus eruca là một loài thực vật có hoa trong họ Cactaceae. Loài này được (Brandegee) A.C. Gibson & K.E. Horak miêu tả khoa học đầu tiên năm 1978.

## Hình ảnh

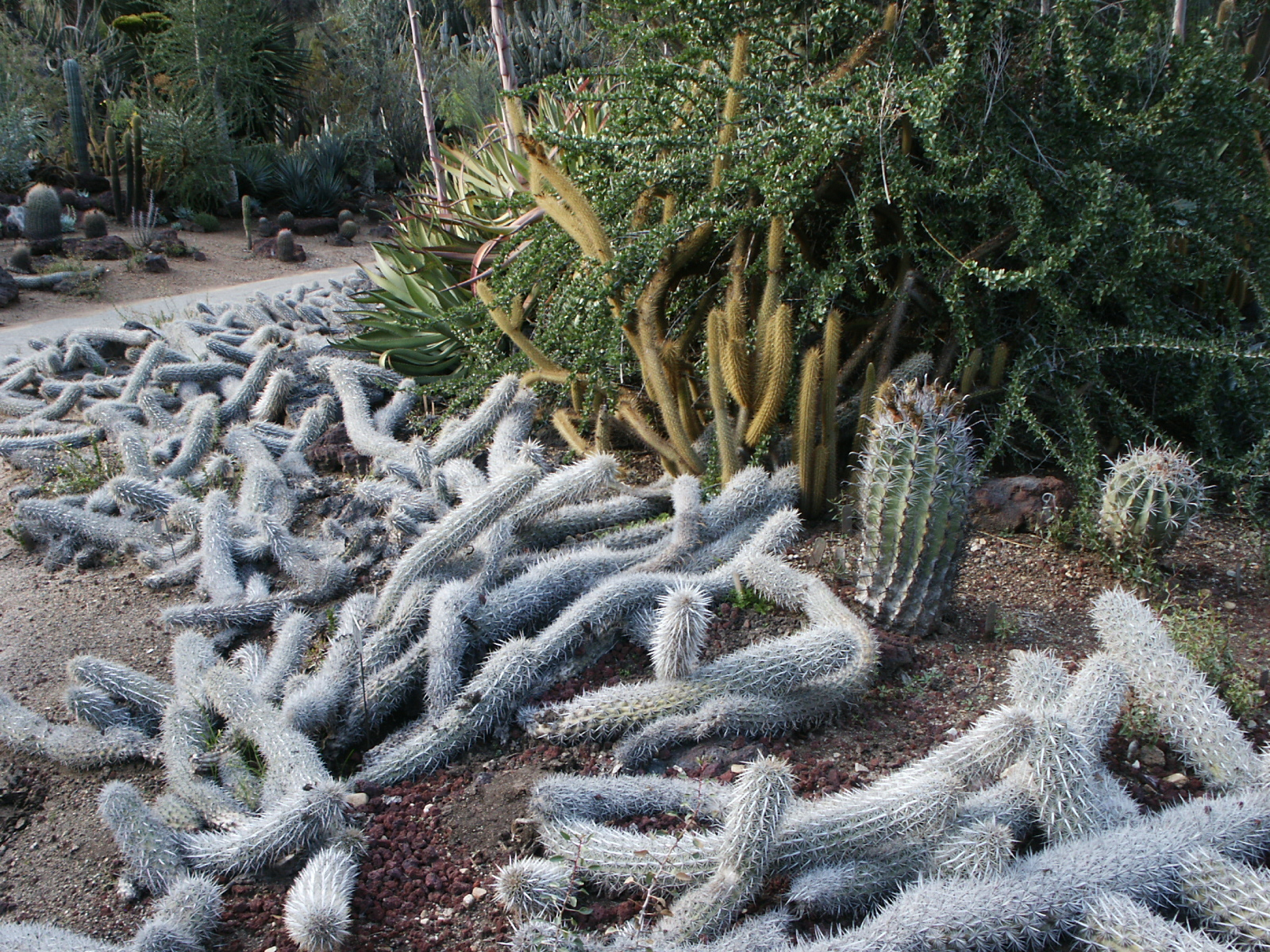
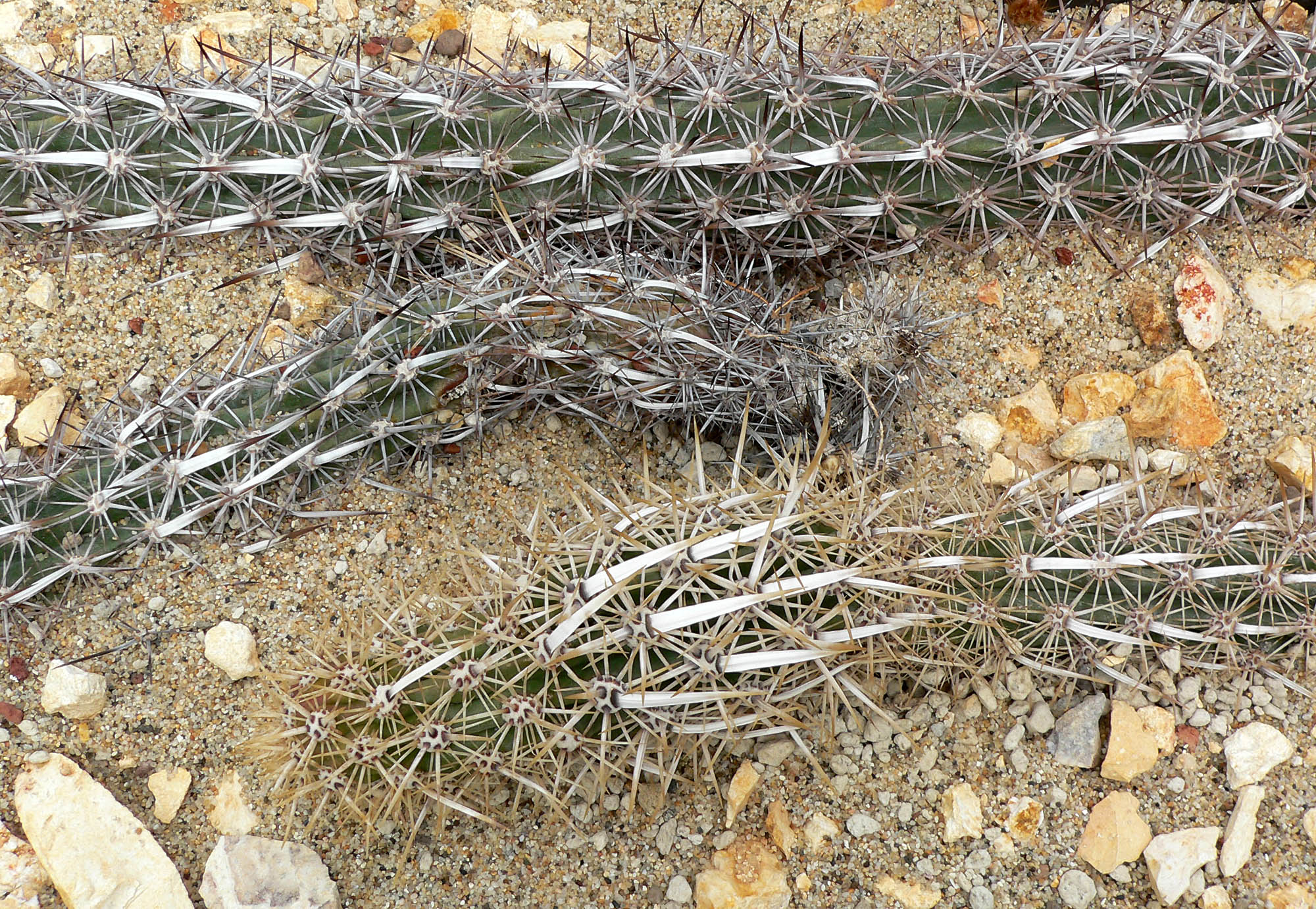
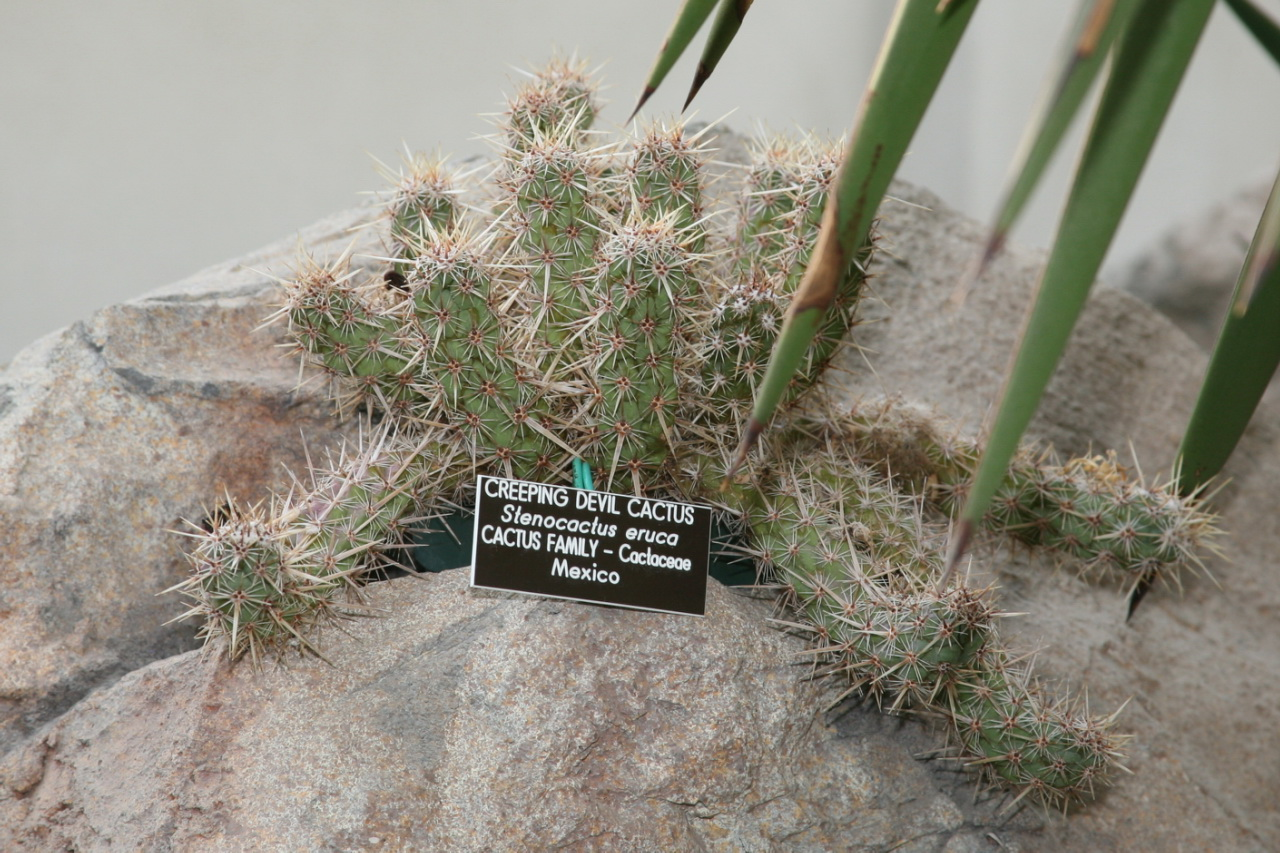
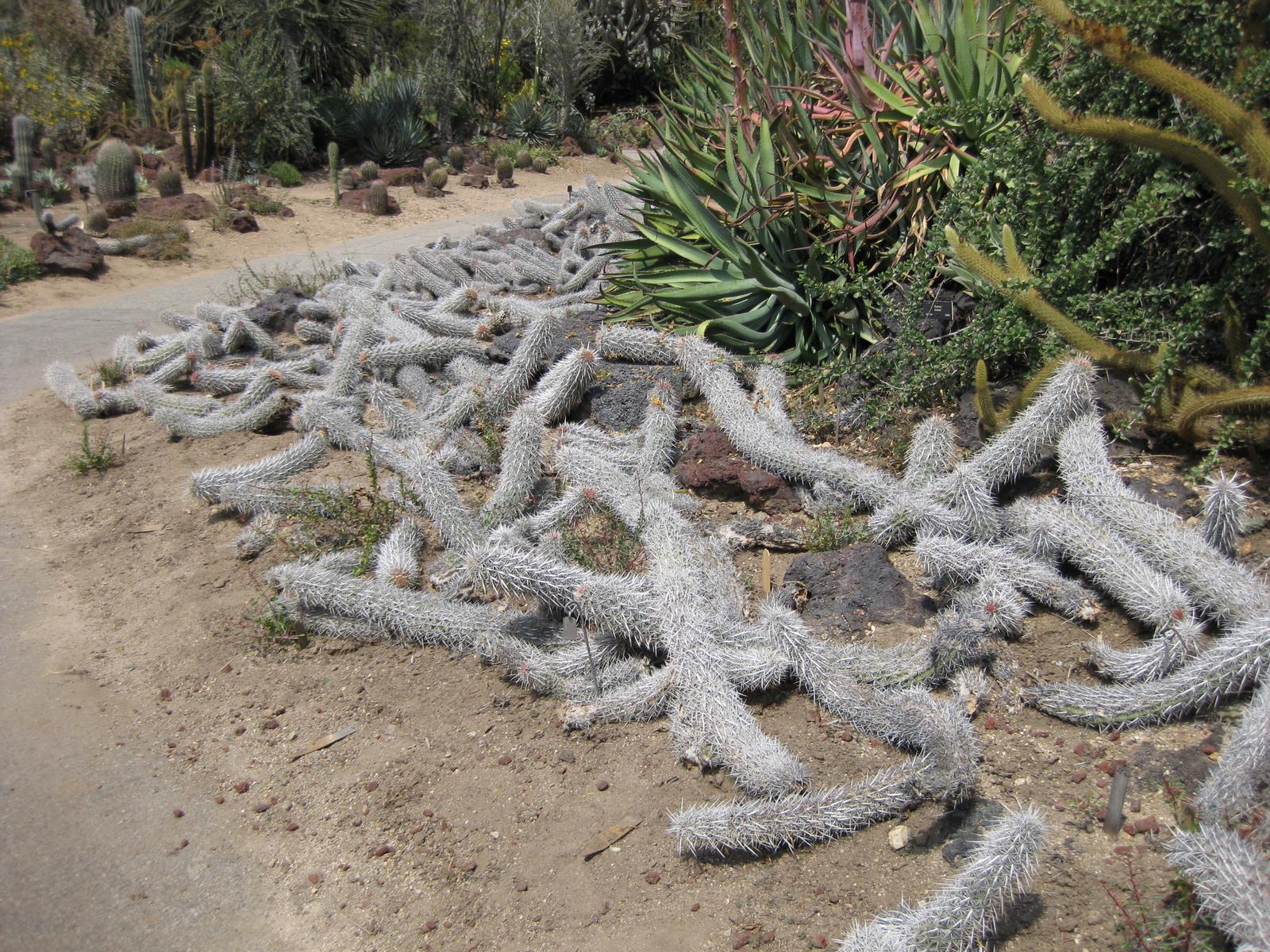